# Vieux pont (Dinan)
Le Vieux pont est un pont routier dans le département des Côtes-d'Armor, en région Bretagne.

## Localisation
Le pont franchit la Rance. Il est situé sur les communes de Dinan et de Lanvallay, dans le département français des Côtes-d'Armor en région Bretagne.

## Histoire
Un premier pont est mentionné à cet endroit en 1070 attesté par la charte de fondation du prieuré du Pont à Dinan, en rive droite, fondé entre 1070 et 1118.
Les plus anciennes parties du pont actuel remonteraient au XVe siècle ou XVIe siècle, principalement l'arche romane et l'arche en arc brisé actuelles.
Par arrêté du 10 février 1903, le pont est classé au titre des monuments historiques. En 1922, le pont est remanié par l'architecte Raymond Cornon : une grande « arche marinière » est créée, permettant ainsi le passage des bateaux en direction de Rennes,.

## Description
À l'origine, le pont reposait sur cinq arches en plein cintre et arcs brisés. La première arche, coté Dinan, en plein cintre a été bouchée et terrassée du fait de la rétractation du lit de la Rance,.
Les deux travées restantes ont une longueur respective de 6,40 mètres et 16,20 mètres. Du fait des différentes reconstructions, le pont n'est plus rectiligne comme à l'origine. 
Jusqu'en 1824, des moulins à eau étaient accostés au pont.

## Galerie

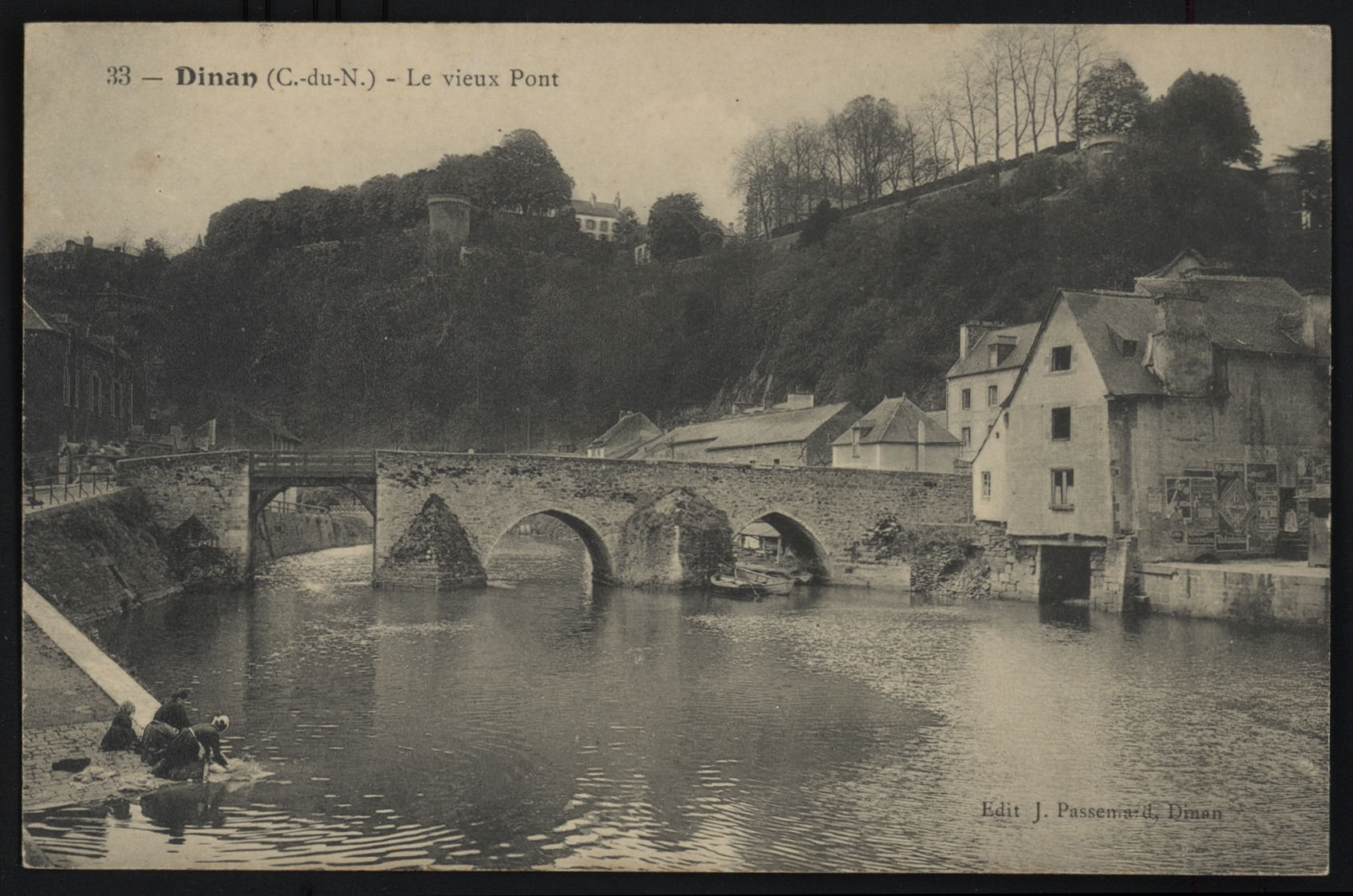
Le pont au début du XXe siècle
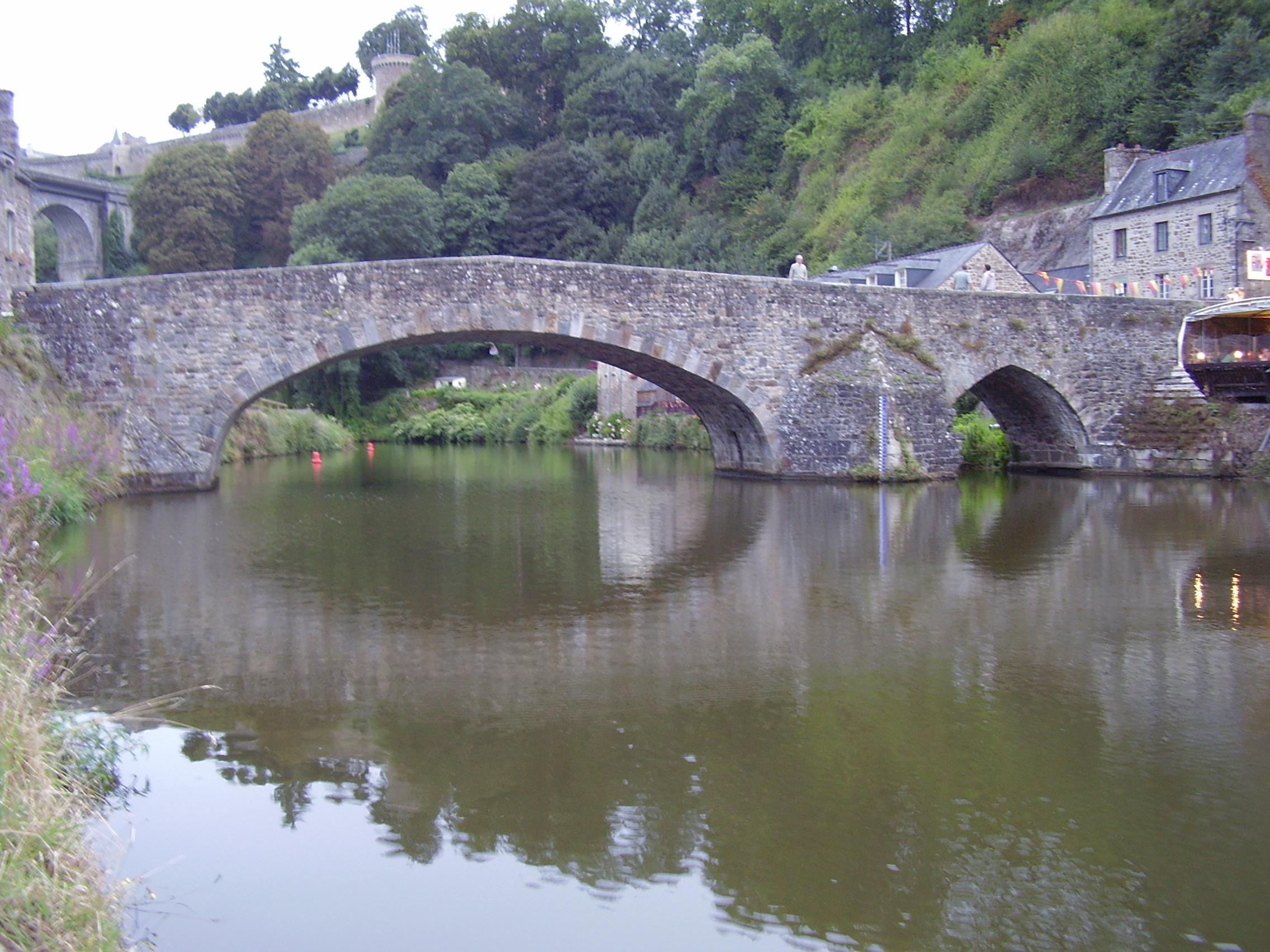
Vue générale en 2008
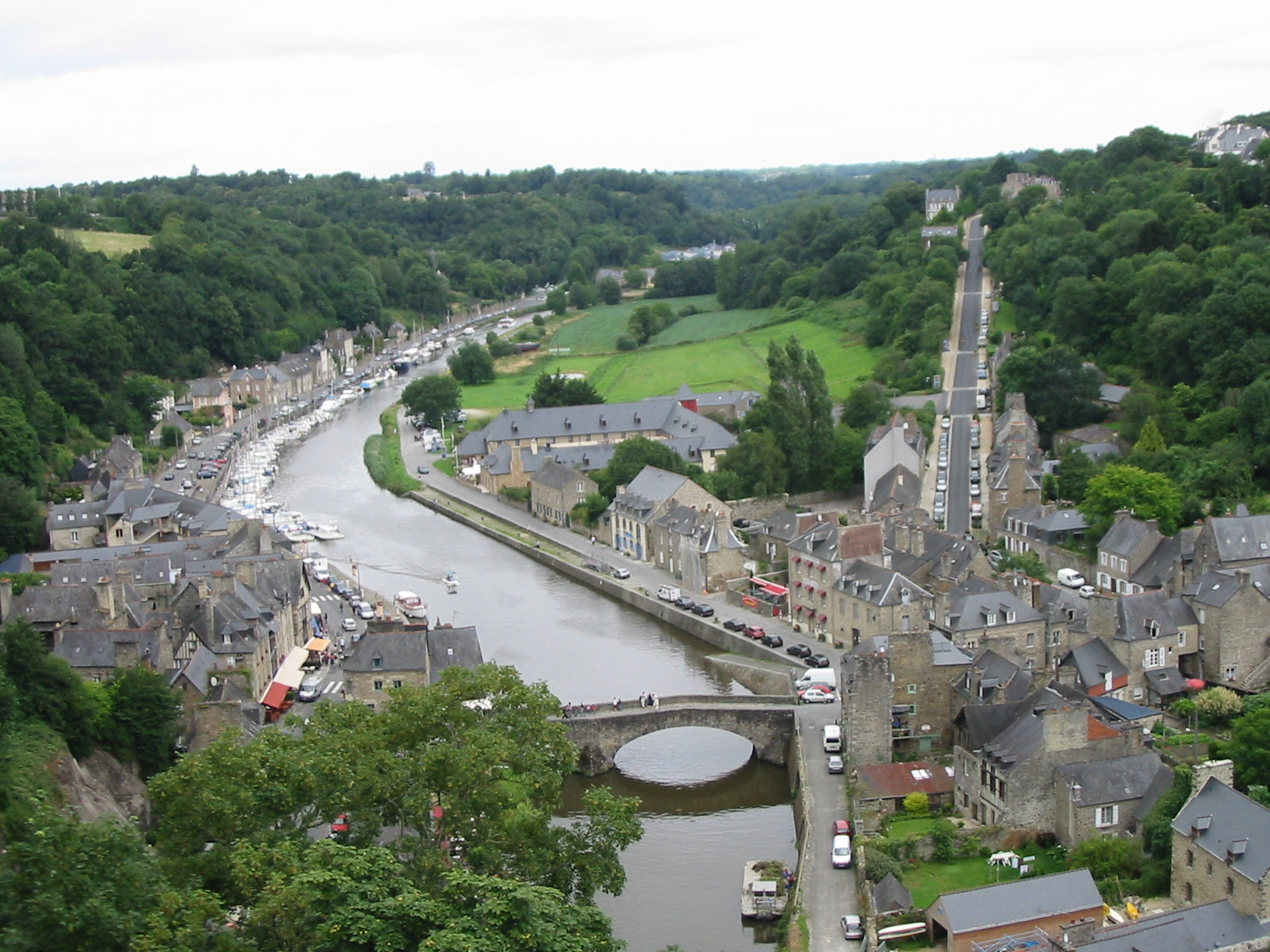
Vue aérienne